# Vladislav Bláha
Vladislav Bláha (* 22. srpna 1957 Brno) je český kytarista, profesor Janáčkovy akademie múzických umění v Brně.

## Život
Absolvoval studium na brněnské konzervatoři u Arnošta Sádlíka, poté na vysoké škole Musikhochschule F. Liszt, Weimar, Německo u profesora Rollanda Zimmera a doktorandské studium na VŠMU v Bratislavě, v roce 2009 habilitoval na docenta Janáčkovy akademie múzických umění v Brně, kde byl v roce 2021 jmenován profesorem. Zúčastnil se mistrovských kursů u pedagogů a interpretů Costase Cotsiolise a Abela Carlevara a na základě stipendia The British Council u Gordona Crosskey na Royal Northern College of Music v Manchesteru a u Johna W. Duarte v Londýně. Po koncertě v Dallasu byl v roce 1996 jmenován Čestným občanem města. V únoru 2007 jej časopis Music Opinion v recenzi jeho londýnského koncertu označil za jednoho z nejlepších českých kytaristů. V listopadu 2014 se stal prvním kytaristou z České republiky, který s recitálem koncertoval v Carnegie Hall v New Yorku.[zdroj⁠?!]
Stal se vítězem čtyř mezinárodních kytarových soutěží ve Volos v Řecku, v Markneukirchen v Německu, v Esztergomu v Maďarsku a v Kutné Hoře a nositelem bronzové medaile z finále soutěže Radio France v Paříži.

## Koncerty
Koncertuje sólově a jako sólista s orchestrem v koncertních sálech New Yorku, Londýně /celkem 10x, mj. i v Royal Festival Hall/, Tokiu, Římě, Paříži, Berlíně, Jakkartě, Havaně, Limě, Caracasu, Los Angeles, Chicagu, Miami, Dallasu, Vídni, Curychu, Bruselu, Moskvě, Valencii, Ho Či Minově Městě, Hanoji,– celkem přibližně v 50 zemích Evropy, Asie, Latinské a Jižní Ameriky, v Kanadě a v USA (třináct turné).
Bláhův repertoár obsahuje kytarové skladby všech epoch včetně koncertů pro kytaru a orchestr A. Vivaldiho, K. Kohouta, F. Carulliho, M. M. Ponceho, J. Rodriga a Bláhovi věnovanému koncertu A. Tučapského. 27 skladatelů ze 16 zemí mu věnovalo své skladby (např. J.W.Duarte, J. Morel, J. Cardosso, N. Koshkin, F. Kleynjans, M. Tesař, A. Tučapský, M. Štědroň ad).[zdroj⁠?!] Vede edice kytarových not v Německu a v USA.

## Pedagogická a odborná činnost
Vladislav Bláha je profesorem hry na kytaru na JAMU v Brně, a vyučuje také na Konzervatoři Brn'. Je předsedou České kytarové společnosti, ředitelem Mezinárodního kytarového festivalu BRNO a Mezinárodní kytarové soutěže GUITARTALENT. Zasedá v mezinárodních porotách, vede mistrovské kursy a je vedoucím vzdělávacího programu pro pedagogy ZUŠ.

## Tvorba

### Nahrávky CD, v TV a v rozhlase
Nahrál devět samostatných CD a jako sólista se na nahrání dalších šesti CD podílel. Uskutečnil nahrávky pro rozhlas a televizi řady zemí v řadě států Evropy, v USA, na Kubě, v Mexiku, Venezuele, v Argentině, v Peru, v Japonsku, ve Vietnamu a v Indonésii.

### Diskografie
- LP PANTON, CD ROTON : KONCERTY PRO KYTARU A ORCHESTR

(M.M.PONCE: CONCIERTO DEL SUR, K.KOHOUT: KONCERT E DUR)
- CD/MC ROTON :BLÁHA PLAYS SUITES BY BACH AND WEISS

(J.S.BACH: SUITE BWV 995, S.L.WEISS: SUITY Č.I A Č. XIV)
- CD PEHY: ŠPANĚLSKÁ KYTARA

(DE FALLA, ALBENIZ, RODRIGO, GRANADOS, LLOBET)
- CD PEHY : ČESKÉ KYTAROVÉ SKLADBY – VLADISLAV BLÁHA, kytara

(TESAŘ, ZÁMEČNÍK, TUČAPSKÝ, RAK, ŠTĚDROŇ, MATYS, EBEN, JANÁČEK)
- CD ROTON RT003-2131: CITHARA POETICA

(KOŠKIN,TESAŘ,RAK, ŠTĚDROŇ, NOVÁK,BODOROVÁ,MARTINČEK,KLEYNJANS)
- CD PíVOX , SV 104, SKLADBY S KYTAROU MILOŠE ŠTĚDRONĚ– VLADISLAV BLÁHA, kytara & hosté /I.Bitová, Z.Lapčíková, Cimbal Classic ad./
- CD ROTON 006-2131: GUITACCORD – duo Vladislav Bláha, kytara + Jaromír Zámečník, bajan

(PIAZOLLA, JANÁČEK, MARTINŮ, DYENS, WILLIS, ŠTĚDROŃ, TESAŘ)
- CD ROTON 004-2131: JOHN W. DUARTE GUITAR WORKS